# Secessio plebis
Secessio plebis je pokušaj odvajanja plebejaca od patricija u starom Rimu zbog nezadovoljstva svojim lošim položajem u gradu koji je bio apsolutno pod vlašću patricija i gdje plebejci nisu imali nikakva prava.
Poznat je prvi (494. pr. Kr.) i drugi (450. pr. Kr.) pokušaj izdvajanja i napuštanja grada od strane plebejaca.
Rimska Republika je bila aristokratska država i u njoj su nastavljene borbe između plebejaca i patricija koje su počele još u rimskom Kraljevstvu. Borba plebejaca i patricija započela je, po predaji, početkom 5. stoljeća i trajala je oko 200 godina, tj. do kraja 4. stoljeća pr. Kr.
Bilo je više razloga zbog kojih su plebejci bili nezadovoljni svojim gospodarskim i političkim položajem u državi, u kojoj je sva vlast pripadala patricijima.
Mnogi plebejci su se obogatili trgovinom, pa su na osnovu toga tražili da se i politički izjednače s patricijima kako bi i oni mogli sudjelovati u vlasti. Siromašni plebejci su bili najnezadovoljniji jer, i pored službe u vojsci, nisu dobivali dio ratnog plijena, niti im je bila dodjeljivana zemlja oduzeta od pobijeđenih - "državna zemlja" (lat. ager publicus). Osim toga, plebejci su teško podnosili dužničko ropstvo i sve učestalije slučajeve proganjanja i prodavanja u ropstvo zbog neisplaćenog duga.
Zbog toga, nastojanje plebejaca da se izjednače s patricijama uzrokovala su dugotrajnu političku borbu koja je imala četiri faze.
- U prvoj fazi borbe, započetoj 494 pr. Kr., plebejci su odlučili da se isele iz Rima i stvore novo naselje. (prvi secessio plebis).  Uplašeni patriciji bili su primorani da popuste - odvratili su plebejce od iseljenja iz Rima, a najsiromašniji među plebejcima su bili oslobođeni duga. Zatim, plebejcima je priznato pravo održavanja svojih skupština i biranja naročitih zaštitnika – pučkih tribuna i edila - neprikosnovenih ličnosti, koje su izgovarajući riječ veto (zabranjujem) mogli da obustave svaku odluku konzula, senata i drugih organa ako nije bila u skladu s interesima plebejaca.

- U drugoj fazi borbe plebejci su zahtijevali da se ukine dotadašnji način suđenja na osnovu običaja (drugi secessio plebis), od čega su oni imali mnogo štete, i da se obznane pisani zakoni. Patriciji su se tome dugo odupirali, ali su na kraju osnovali komisiju na čelu s Decemviriom koja je 450 pr. Kr. na Rimskom Forumu obznanila pisane zakone na 12 brončanih tablica. Ovi zakoni su postali osnova za tzv. rimsko pravo. Objavljivanjem zakona plebejci su bili oslobođeni patricijske samovolje i proizvoljnosti u suđenju. Međutim, ropstvo zbog duga je i dalje ostalo.

- U trećoj fazi borbe plebejci su težili poboljšanju svog gospodarskog položaja i izjednačenju u političkim pravima s patricijima. To su postigli 366. pr. Kr. donošenjem zakona da nitko ne može posjedovati više od 500 jugera (125 hektara) državne zemlje i prvim izborom jednog plebejca za cenzora (351. pr. Kr.).

- U posljednjoj fazi borbe (okončanoj oko 300. pr. Kr.) plebejci su potpuno izjednačeni u pravima s patricijima: mogli su biti birani na sve položaje u vlasti, plebejac je mogao postati svećenikom (Lex Ogulnia), ukinuto je dužničko ropstvo i dopušten brak između patricija i plebejaca.

Ipak, od plebejske pobjede najviše su se okoristili bogati plebejci. Oni su se na razne načine povezivali i zbližavali s patricijima. Na kraju su se potpuno objedinili i postali vladajući sloj nove aristokracije, tzv. nobili (plemeniti) ili optimati (najbolji). Siromašniji plebejci i dalje nisu mogli sudjelovati u vlasti, jer je državna služba u Rimu vršena besplatno, iz časti.